# Francesco Kneschaurek

Francesco Kneschaurek bei seiner Abschiedsvorlesung am 5. Februar 1990 in St. Gallen

Francesco Kneschaurek (* 22. November 1924 in Lugano; † 2. März 2017 in St. Gallen) war ein Schweizer Ökonom, Zukunftsforscher und Hochschulrektor.

## Leben und Wirken
Sohn des Corrado, im Hotelgewerbe tätig, und der Erminia, geb. Lang, besuchte Francesco Kneschaurek die Kantonale Handelsschule in Bellinzona. Nach der Maturität begann er sein Studium an der Hochschule St. Gallen. 1951 schloss er sein Doktorat ab und arbeitete anschliessend als wissenschaftlicher Mitarbeiter am Schweizerischen Institut für Aussenwirtschafts- und Marktforschung (SIAW).
1954 führte Kneschaurek eine Marktanalyse für die Firma Georg Fischer AG durch. Später stieg er bei der Firma zum Direktionsassistenten auf. Im gleichen Jahr ging Kneschaurek auf Studienreise nach Frankreich, Grossbritannien und in die Niederlande besuchte die jeweiligen Regierungsstellen, die für das Erstellen der nationalen Budgets zuständig waren.
Ab 1957 arbeitete er als Privatdozent an der Hochschule St. Gallen. Zwischen 1958 und 1959 studierte er als Rockefeller-Stipendiat in den USA, u. a. in Harvard. Im gleichen Jahr veröffentlichte er seine Habilitation unter dem Titel: „Volkswirtschaftliche Gesamtrechnungen als Mittel der Wirtschaftsanalyse und Wirtschaftspolitik – Die Nationale Buchhaltung“. 1960 wurde Kneschaurek in St. Gallen zum ausserordentlichen Professor und zwei Jahre später zum ordentlichen Professor für Volkswirtschaftslehre und Statistik berufen.
Von 1966 bis 1970 war er Rektor der Hochschule St. Gallen (HSG). Während seiner Amtszeit institutionalisierte die HSG 1968 als erste Hochschule der Schweiz die permanente Weiterbildung und führte die Weiterbildungsstufe (WBS) ein.
Ab 1971 war Kneschaurek Leiter des St. Galler Zentrums für Zukunftsforschung und zwischen 1968 und 1973 leitete er im Auftrag des Bundes die Perspektivenstudien über die Entwicklung der schweizerischen Volkswirtschaft bis zum Jahre 2000 (auch als «Kneschaurek-Bericht» bekannt). Das achtbändige Werk war eine Pionierarbeit und Kneschaurek wurde national und international als führender Wirtschaftsprognostiker bekannt. Seine Aussage einer möglichen Zehn-Millionen-Einwohner-Schweiz im Jahr 2000, die Kneschaurek als unrealistisches Szenario verstanden wissen wollte, brachte ihm viel Kritik ein. Jahrzehnte später wurde in den Medien anerkennend auch über diese Voraussage berichtet.
Von 1973 bis 1977 arbeitete er als Delegierter des Bundesrates für Konjunkturfragen. 1974 war er Leiter der schweizerischen Delegation beim Comité de politique économique der OECD in Paris. Kneschaurek ging 1990 in Pension.
Als Jugendlicher war Kneschaurek Torhüter bei den Junioren des FC Lugano und während des Studiums arbeitete er als Barpianist. Neben der Musik und dem Sport zählten auch das Tanzen und das Sammeln von alten Waffen zu Kneschaureks Hobbys. Er war verheiratet und hatte zwei Söhne.

## Veröffentlichungen
- Der schweizerische Konjunkturverlauf und seine Bestimmungsfaktoren, dargestellt auf Grund der Periode 1929 -1939 (= Veröffentlichungen der Handelshochschule Sankt Gallen, Reihe A, Bd. 30). Polygraph. Verlag, Zürich 1952 (= Dissertation Handelshochschule St. Gallen).
- (mit Christian Gasser): Struktur- und Entwicklungsprobleme der schweizerischen Volkswirtschaft. Industrielle Organisation, Zürich 1957.
- Die nationale Buchhaltung unter Berücksichtigung ihrer Anwendungsmöglichkeiten in der Schweiz (= St.-Galler wirtschaftswissenschaftliche Forschungen, Bd. 14). Polygraph. Verlag, Zürich 1958.
- Strukturwandlungen in der wachsenden Wirtschaft und langfristiges Planen (= Betriebswirtschaftliche Mitteilungen, Bd. 25). Haupt, Bern 1963.
- Konjunktur- und Wachstumspolitik in der Schweiz. Verlag Organisator, Zürich 1965.
- Personalpolitik und wirtschaftliche Entwicklung (= Betriebswirtschaftliche Mitteilungen, Bd. 40). Haupt, Bern 1967.
- (mit Hans Georg Graf): Der "Trendbruch" der siebziger Jahre und seine wirtschaftlichen Konsequenzen. Rüegger, Diessenhofen 1980, ISBN 3-7253-0131-X.
- Der Schweizer Unternehmer in einer Welt im Umbruch. Strategien zur Bewältigung des weltwirtschaftlichen Strukturwandels. Haupt, Bern 1980, ISBN 3-258-02919-9.
- Unternehmung und Volkswirtschaft. Eine Volkswirtschaftslehre für Führungskräfte. 3. Aufl. Schäffer, Stuttgart 1994, ISBN 3-8202-0968-9.

Festschrift
- Hans Georg Graf (Hrsg.): Praxisorientierte Volkswirtschaftslehre. Festschrift für Francesco Kneschaurek. Stämpfli, Bern 1988, ISBN 3-7272-9214-8.